# Bajo el suelo
«Bajo el suelo» és una cançó del disc Tus problemas crecen (2004) del grup de ska punk Boikot en què es denuncia la violència masclista. La lletra tracta de la superació del trauma i l'abús d'una exparella. La narradora parla d'haver d'enfrontar el dolor, la ira i la humiliació de la relació i com ella prevaldrà malgrat les dificultats. Treu força de si mateixa i deixa de dependre del seu opressor, decidida a anar més lluny, assolir els seus propòsits i enterrar-lo simbòlicament a deu metres sota terra.
En paraules d'Alberto Pla, cantant i guitarrista de Boikot, «al grup sempre ens ha molestat l'actitud de certs individus que es creuen molt mascles i després són una merda-punxada-en-un-pal». La lletra va ser escrita per Paloma Pérez i Luisa Vázquez. La seva tornada en castellà, Aún sigo viva, aguanté tus golpes / reventando en mis entrañas tu miseria / Y volveré a ver el cielo / y tú estarás diez metros bajo el suelo, s'ha convertit en un dels himnes feministes.